# 南非的呼唤
《南非的呼唤》（南非語： [di ˈstɛm fan səitˈafrikɑː]），又簡稱為《呼唤》（南非語： [di ˈstɛm]），是1957年至1994年間南非唯一的國歌，亦是1938年至1957年和1994年至1997年的南非雙國歌之一。作词者为柯內里斯·賈柯巴斯·蘭根豪芬，而作曲者則为馬基努斯·勞倫斯·德·費勒。
在1994年至1997年期間，《南非的呼唤》与《天佑非洲》（Nkosi Sikelel' iAfrika）成为南非的雙國歌之一。1997年，南非通過新憲法之後，這首歌曲與《天佑非洲》合併，成為《南非國歌》。

## 歷史
1918年5月，南非诗人柯內里斯·賈柯巴斯·蘭根豪芬以南非语写成《呼唤》一诗，而作曲家馬基努斯·勞倫斯·德·費勒在1921年替此诗作曲。在1920年代的南非广播公司的节目中，这首曲目常常与英国国歌《天佑吾王》一同播放。1926年，该曲首次录制。1928年5月31日，该曲随着新的南非国旗的升起首次公演。1952年歌词拥有了南非语和英語两个版本，被国家认定同时具有官方地位，至於《天佑吾王》的国歌地位一直到1957年还是得以保留。诗篇原本仅有三段，但是在当时南非政府的要求下增加了带有宗教色彩的第四段。
整首国歌的旋律總體表達悲壯的感情，並主要讲述南非白人的愛國情懷与对上帝的忠诚。然而，这首歌却不被当地的南非黑人所喜，因为在他们眼里该曲目表達的是趾高氣昂的情感以及仅象征着南非白人对于该国的热爱，同时也象征着種族隔離政权。1990年，種族隔離制度开始逐漸被廢除，在南非橄欖球隊被重新允许参赛之时，如何展现南非的国家形象成为了问题。虽然德克勒克政府与非洲人國民大會之间达成协议：称《南非的呼唤》在比赛期间不会被演唱。但是，當在1992年南非对阵紐西蘭橄欖球隊一首器乐版本的《南非的呼喚》被演奏时，观众也跟着演唱。因此，在同年举行的巴塞罗那奥运会上《南非的呼喚》被贝多芬的《欢乐颂》所取代，且國旗也被奥林匹克旗帜所取代。
不过，除了上述的一些争议外，《南非的呼唤》依旧在1994年南非大選之后得以保留成为官方指定的国歌，且与另外一首歌曲——非国大的黨歌《天佑非洲》并列成为国歌。1995年南非橄欖球世界杯上，《南非的呼喚》被黑人組合所演唱。
由於将两首国歌一起演唱的做法十分的繁琐。而且在1994年之前，《南非的呼唤》无论在学校的升旗仪式，还是在某些重要场合演唱的时候都只會演唱第一段的歌词。因此，在1997年新宪法诞生的时候，《南非的呼唤》与《天佑非洲》被混合，成为新的《南非国歌》。

## 遺產與相關爭議
在1994年的大選過後，因為南非尚未完全消除的種族衝突，《南非的呼喚》雖然作為和解努力的一部分而得以保留在現在的國歌當中，部分人士（主要為少部分白人右翼和少部分懷念舊南非的人士）依然會演唱完整的第一段作為對當局不滿的表達，而也有相當人士（主要為黑人左翼和少部分激進人士）則希望該部分被去除。但是到目前為止並沒有任何成功。最近引起爭議的事件則是在2012年英國的一場女子橄欖球上播放錯誤的選段，造成南非參賽隊伍的困惑以及不滿。

## 外部連結
- Instrumental MIDI rendition